# A for Andromeda (film din 2006)
A for Andromeda este un film britanic științifico-fantastic din 2006, un remake al serialului de televiziune cu același nume din 1961. Este produs de Fred Hoyle și John Elliot. La fel ca și serialul anterior filmul prezintă un grup de oameni de știință care detectează un semnal radio din spațiul cosmic îndepărtat. Rolurile principale au fost interpretate de actorii Kelly Reilly ca Andromeda și Tom Hardy ca Fleming.

## Prezentare
Intriga se concentrează pe un grup de oameni de știință care recepționează un semnal radio dintr-o altă galaxie care conține instrucțiuni pentru proiectarea unui calculator avansat. Când calculatorul este construit, acesta oferă oamenilor de știință instrucțiuni pentru crearea unui organism viu numit Andromeda, dar unul dintre oamenii de știință, John Fleming, se teme că scopul Andromedei este de a subjuga omenirea.

## Distribuție
- Tom Hardy - John Fleming
- Charlie Cox - Dennis Bridger
- Kelly Reilly - Christine Jones / Andromeda
- Jane Asher - Profesor Madeleine Dawnay
- David Haig - General Vandenberg
- Colin Stinton - Kaufman